# Sanjacado de Smederevo
El sanjacado de Smederevo (en serbio: Smederevski sandžak o Смедеревски санџак, en turco: Semendire Sancağı), conocido también como bajalato de Belgrado desde 1521, fue un sanjacado —una división administrativa del Imperio otomano—, que existió entre el siglo XV y principios del siglo XIX. Estaba localizado en el territorio actual de Serbia Central (Serbia). 

## Historia
El Sanjacado de Smederevo se formó después de la caída del despotado de Serbia en 1459 y su sede administrativa estaba en Smederevo. Después de que el Imperio otomano conquistara Belgrado en 1521, la sede administrativa del sanjacado se trasladó a esta ciudad. El primer sanjaco o máximo mandatario del sanjacado, fue Ali Beg Mihaloglu En la época en la que tuvo lugar la batalla de Mohács, Kučuk Bali-beg, era sanjaco de Smederevo.
El sanjacado de Smederevo fue ocupado por los Habsburgo entre los años 1718 y 1739 pero, con el Tratado de Belgrado, la región fue devuelta al Imperio otomano. Sin embargo, el centro de la región estuvo bajo dominio austriaco ya que fue abandonado por los otomanos y Smederevo (Semendire) fue el centro administrativo. No obstante, Belgrado finalmente llegó a ser la sede de un bajá con el título de visir y el Sanjacado comenzó a llamarse Bajalato de Belgrado, aunque conservó el nombre de Sanjacado de Smederevo en documentos oficiales. 
Desde 1789 hasta 1791, Belgrado estuvo de nuevo bajo control austriaco y, a principio del siglo XIX. El Primer Levantamiento Serbio comenzó en el Sanjacado.